# Port lotniczy Varaždin
Port lotniczy Varaždin (ICAO: LDVA) – port lotniczy położony w miejscowości Varaždin, w Chorwacji.